# Białynkawiczy (stacja kolejowa)
Białynkawiczy (biał. Бялынкавічы; ros. Белынковичи) – stacja kolejowa w miejscowości Stancyja Białynkawiczy, w rejonie kościukowickim, w obwodzie mohylewskim, na Białorusi. Położona jest na linii Orsza – Krzyczew – Uniecza. Jest to ostatnia białoruska stacja przed granicą z Rosją.